# Liste der Bischöfe von Kasan
Die folgenden Personen waren Bischöfe von Kasan:
- Gurij (1555–1563)
- German (1564–1567)
- Lawrentij I. (1568–1574)
- Wassian (Februar bis Mai 1575)
- Tichon I. (1575–1576)
- Jeremija (1576–1581)
- Kosma (1581–1583)
- Tichon II. (1583–1589)
- Germogen (1589–1606)
- Efrem (1606–1613)
- Matfej (1615–1646)
- Simeon (1646–1649)
- Kornilij I. (1650–1656)
- Lawrentij II. (1657–1672) (vorher Bischof von Twer)
- Kornilij II. (1673–1674) (danach Bischof von Nowgorod)
- Joasaf (1674–1686)
- Adrian (1686–1690)
- Markell (1690–1698) (vorher Bischof von Pskow)
- Tichon III. (1699–1724)
- Silvester Cholmsikj/Wolnez (1725–1731)
- Ilarion Rogalewskij (1732–1735)
- Gabriel I. Russkoj (1735–1738) (vorher Bischof von Susdal)
- Luka Konaschewitsch (1738–1755)
- Gabriel II. Kremenezki (1755–1762) (danach Bischof von St. Petersburg)
- Benjamin Puzek-Grigorowitsch (1762–1782) (vorher Bischof von St. Petersburg)
- Antonij I. Gerasimow-Sbelin (1782–1785)
- Ambrosij I. Podobedow (1785–1799) (danach Bischof von St. Petersburg)
- Serapion Aleksandrowski (1799–1803) (danach Bischof von Kiew)
- Pawel Sernow (1803–1815) (vorher Bischof von Twer)
- Ambrosij II. Protassow (1816–1826) (vorher Bischof von Tula, danach Bischof von Twer)
- Jona Pawinski (1826–1828) (vorher Bischof von Twer)
- Filaret Amfiteatrow (1828–1836) (danach Bischof von Rostow)
- Wladimir Uschinski (1836–1848)
- Grigori Postnikow (1848–1856) (vorher Bischof von Twer, danach Bischof von St. Petersburg)
- Afanassi Sokolow (1856–1866)
- Antoni II. Amfiteatrow (1866–1879) (vorher Bischof von Smolensk)
- Sergi Djapidewski (1880–1882) (vorher Bischof von Kursk)
- Palladi Rajew (1882–1887)
- Pawel Lebedew (1887–1892)
- Wladimir Petrow (1892–1897)
- Arsenij Brjanzew (1897–1903) (vorher Bischof von Riga)
- Dmitri I. Kowalnizki (1903–1905)
- Dmitri II. Sambikin (1905–1908) (vorher Bischof von Twer)
- Nikanor Kamenski (1908–1910)
- Jakob Pjatnizki (1910–1917)
- Klirill Smirnow (1920–1922/29)
- Afanasij Malinin (1930–1933)
- Serafim Aleksandrow (1933–1936)
- Benedikt Plotnikow (1936–1937)
- Nikon Purlewskij (1937)
- Andrej Komarow (1942–1944)
- Germogen Koschin (1946–1949)
- Justin Malzew (1949–1950)
- Sergij Korolew (1950–1952)
- Jow Kresowitsch (1953–1960)
- Michail Woskresenski (1960–1975) (auch Bischof von Ufa)
- Panteleimon Mitrjukowski (1975–1988)
- Anastasi Metkin (1988–2015)
- Feofan Aschurkow (2015–2020)
- Kirill Nakonetschny (seit 2020)